# 陳此心
陈此心（？—？），號如葵，河南汝宁府光州光山縣人。

## 生平
万历四十年（1612年）壬子科河南鄉試舉人，四十七年（1619年）己未科進士，刑部觀政，本年六月初授北直隶清丰县知县，天啓二年加升興化府同知，四年升员外郎，五年考察，六年補順天府检校，七年升本府通判，擢户部广西司主事。天启七年十一月疏言十二事，指魏忠贤、崔呈秀共窃兵权，阴谋不轨，宜与其子侄并斩于市，拆毁所建逆祠，起复废黜诸臣，抚恤冤死诸臣等。崇祯元年升郎中，督饷永平。崇祯三年（1630年）正月甲申，清军破永平，兵备副使郑国昌及知府张凤奇、推官卢成功等战死，郡人布政白养粹、职方郎中贾维钥、户部员外郎陈此心、行人崔及第、同知杨尔俊、诸生宋应元及废将孟乔芳俱降清。陈此心以父母年老多病为由，请求回家探亲，皇太极同意了，二个月后，省亲回来的陈此心又想逃走，他秘密让儿子先跑，然后让家人带着细软再悄悄溜出城去，结果被巡城的士兵抓个正着，群臣都认为陈此心该杀，但皇太极却赦免了他，又送了他两匹马、四匹驴、二十两银子，听其所往。陈此心在三月逃回京师，与郭巩俱以屈节被逮；后刑部拟此心等以谋反律，大理寺卿金世俊力争之，乃拟监候处决，后遣戍。

## 家族
曾祖陳容。祖父陳萬仁。父陳相。